# 自由貿易協定
自由貿易協定（じゆうぼうえききょうてい、英: Free Trade Agreement、FTA）とは、2ヶ国以上の国・地域が関税、輸入割当など貿易制限的な措置を一定の期間内に撤廃・削減する協定である。締結国・地域間の自由貿易および投資拡大を目的として関税/非関税障壁を取り払う。米国・メキシコ・カナダ協定等の多国間協定と、2国間協定とがある。
経済連携協定 (EPA) と呼ばれるものは、FTAに加えて、投資、政府調達、知的財産権、人の移動、ビジネス環境整備など広範囲な取り組みを含む協定であり、締約国間の貿易・投資の拡大を目指す協定であると理解されていたが、現在では後述するようにほとんど同義となっている。

## 自由貿易協定とWTO協定との関連
自由貿易協定により、協定の当時国間でのみ関税の引下げ・撤廃を行うことが、WTO上の一般最恵国待遇に違反しないのは、次の規定に合致する場合である。
- GATT（関税及び貿易に関する一般協定）第24条
- GATS（サービスの貿易に関する一般協定）第5条
- WTOの「授権条項（enabling clause、1979年GATT決定）」（先進国が途上国に対し、他よりも低率な関税を適用することを認め、途上国間の自由貿易協定締結を容易にすることを認めるものであり、GATT第24条の厳格な要件は適用されない）

2025年6月18日時点で、375の協定がWTO（世界貿易機関）に有効のもの（in force）として通報されている。WTOに通報されたものは、関税同盟や経済連携協定 (EPA) と呼ばれているものを含む。375の協定の根拠別内訳は下記のとおり。多くの協定は物品とサービス貿易の双方について規定しているため、数に重複がある。種別の詳細は、WTOのHPを参照。最新の通報は、2025年6月18日に通報された、アフリカ大陸自由貿易協定（2019年5月30日発効）である。2020年12月31日に、イギリスがEU離脱に伴い締結した協定28件（2021年1月1日発効）を通報したため、大幅に増加した。この中に日英包括的経済連携協定も含まれており、イギリスとEUとの協定も通報された。しかし、2020年1月1日に発効した日米貿易協定、2022年1月1日に発効した地域的な包括的経済連携協定 (RCEP)は、2025年8月12日現在、通報されていない。
- GATT第24条:342
- GATS第5条:213
- WTOの授権条項:65

また、2020年11月27日の参議院本会議において、日英包括的経済連携協定の趣旨説明が行われた際の質疑で、立憲民主・社民の白眞勲議員から質問に対して茂木敏充外務大臣は、「ＷＴＯのホームページでは、現在、五十四の自由貿易協定がいまだに通報されていないことが公表されており、この中には、香港ＡＳＥＡＮ貿易協定やオーストラリア・インドネシア貿易協定も含まれております。」と答弁している。このWTOのHPとは、2020年9月26日のWTO地域貿易委員会の文書であるが、このリストには日米貿易協定は含まれていない。なおこのWTO地域貿易委員会の文書の最新版では、56の自由貿易協定がいまだに通報されていないとされており、日米貿易協定、日本・ASEAN包括的経済連携協定第一改正議定書、地域的な包括的経済連携協定 (RCEP)がこのなかに含まれている。

### FTAとEPAの違い
「自由貿易協定」 (Free Trade Agreement, FTA) は、特定の国や地域とのあいだでかかる関税や企業への規制を取り払い、物品やサービスの流通を自由に行えるようにする取り決めのこと。通商政策の基本ともいわれる。
「経済連携協定」 (Economic Partnership Agreement, EPA) は、物品やサービスの流通のみならず、人の移動、知的財産権の保護、投資、競争政策など様々な協力や幅広い分野での連携で、両国または地域間での親密な関係強化を目指す協定。
地域間の貿易のルールづくりに関しては、過去世界貿易機関 (WTO) を通した多国間交渉の形が取られていたが、多国間交渉を1つ1つこなすには多くの時間と労力が取られるため、WTOを補う地域間の新しい国際ルールとして、FTAやEPAが注目されている。
ただし、日本政府の公式見解では「free trade agreement」について、国際的に確立した定義があるとは承知しておらずとしており、従ってEPA、FTAの相違についても国際的に確立した定義によるものは日本国政府としてはあるとはしていない。
日本は東南アジアやインドとの経済の連携協定を進めてきたように、FTAだけでなくEPAの締結を求めており、GATT（関税及び貿易に関する一般協定）およびGATS（サービスの貿易に関する一般協定）に基づくFTAによって自由化される物品やサービス貿易といった分野に加え、締結国と幅広い分野で連携し、締約国・地域との関係緊密化を目指すとしている。その理由は、関税撤廃だけでなく、投資やサービス面でも、幅広い効果が生まれることを期待していることによる。
日本政府は、このようにFTAとEPAを区分けしているが、「一般的な名称ではなく、ＷＴＯでも使われていません。ＦＴＡは当初は貿易に特化していましたが、その内容は年々幅広くなっていて、もはやほぼ同義で使われています]との「実際、近年世界で締結されているFTAの中には、日本のEPA同様，関税撤廃・削減やサービス貿易の自由化にとどまらない、様々な新しい分野を含むものも見受けられる」との指摘もあり、国によってはFTAとEPAを区別せずに包括的にFTAに区分することも少なくない。特に米国は、署名・締結した協定において、ほとんどが自由貿易協定としており、経済連携協定としているものはないが、内容的には関税撤廃・削減やサービス貿易の自由化にとどまらず、環境・労働等の分野を含んでいる。更に日米貿易協定の国会承認の質疑において、後藤（祐）委員の質問に対して茂木外務大臣「包括的なＦＴＡ、ここにおきましては、物品貿易に加えて、サービス全般の自由化を含むものを基本とし、さらに、知的財産、投資、競争など、幅広いルールを協定に盛り込むこと」と答弁し、更に「ＦＴＡについて、国際的に確立した定義も、御案内のとおり、あるわけではありませんが、我が国では、これまで、特定の国や地域との間で物品貿易やサービス貿易全般の自由化を目的とする協定、そういった意味でＦＴＡという語を用いてきた」と付け加えた。また内閣官房澁谷ＴＰＰ等政府対策本部政策調整統括官は「ガット二十四条に整合的な協定でございますので、経済連携協定だと認識」と答弁したこれはそのあとの答弁にあるように「関税の関係法、国内法でございますけれども、関税暫定措置法の施行令　におきまして経済連携協定という言葉が載っておりまして、経済連携協定で合意された関税率の適用に当たっては、協定が直接適用される、こういう規定でございます。私ども、TPP、日・EU・EPA、それから今回の日米貿易協定も含めて、この関税法に言うところの経済連携協定だという認識」ということである。
更に日本の外務省は、公的報告書である外交青書において、2020年版においては「経済連携協定（EPA）や自由貿易協定（FTA）」と記述し、脚注で「EPA：Economic Partnership Agreement （貿易の自由化に加え、投資、人の移動、知的財産の保護や競争政策におけるルール作り、様々な分野での協力の要素などを含む、幅広い経済関係の強化を目的とする協定）： FTA：Free Trade Agreement（特定の国や地域の間で、物品の関税やサービス貿易の障壁等を削減・撤廃することを目的とする協定）」としていたが、最新版である2021年版においては、「経済連携協定（EPA/FTA）」と記載し、脚注においても「EPA：Economic Partnership Agreement　 FTA：Free Trade Agreement」のみ記載しそれぞれの説明や訳語は記載していない。従って日本においてもFTAとEPAを区分けしないのが外務省の公的な見解となっている。
2024年9月時点で日本政府が外国又は特定地域と締結した協定（発効ずみのもの）は、2018年12月に発効した環太平洋パートナーシップに関する包括的及び先進的な協定(CPTPP)及び2020年1月に発効した日米貿易協定を除き、すべてEPA（経済連携協定）となっている。CPTPPと2018年2月に署名した環太平洋パートナーシップ協定（TPP）は、いずれも内容的にはEPAであるが、協定名は「パートナーシップ協定」となっている。日本・ASEAN包括的経済連携協定は、名称はEPAであるが、サービス貿易及び投資について規定する日本・ASEAN包括的経済連携協定第一改正議定書が、2020年8月1日に発効するまでは、関税関係のみに留まっていた。日米貿易協定は、関税撤廃・削減だけ規定している。

### EUによるFTAの分類
EUは、その公式HPに、新しい機会を提供するEUの自由貿易協定という記事を掲載しているが、このなかでEUが世界各国・地域で結んでいる自由貿易協定には、次の4種類があるとしている。
1.    第一世代協定（First generation agreements）
主に2006年以前に締結され、関税撤廃に焦点が置かれている。スイス、ノルウェー、地中海・中東諸国、メキシコ、チリとの協定やトルコとの関税同盟、また、西バルカン諸国との「安定化・連合協定（Stabilisation and Association agreements）」が含まれる。
2.    第二世代協定（Second generation agreements）
韓国、コロンビア、エクアドル、ペルーのほか中米などが対象。ここでは知的財産権やサービス、持続可能な開発への取り組みも含まれる。日・EU経済連携協定（EPA）は、名称は異なるがこの種類に該当する 。
3.    深化した包括的自由貿易地域（Deep and Comprehensive Free Trade Areas＝DCFTA）
EUとジョージア、モルドバ、ウクライナといった近隣諸国の間で、より強い経済関係を創出する。
4.    経済連携協定（Economic Partnership Agreements＝EPA）
アフリカ、カリブ諸国、太平洋地域の開発需要に焦点を当てたもの。日・EU間のEPAはこれに該当しない。
上記のように、EUは、一般的にはEPAは「開発需要に焦点を当てたもの」を意味し、日EUEPAは、関税に加えて知的財産権やサービス、持続可能な開発への取り組みも含まれる第二世代協定と理解している。

### TAG
2018年9月26日の日米共同声明において、日米両国は「日米物品貿易協定 (TAG)について」交渉を開始すると発表した。これについて安倍総理は、記者会見において「今回の、日米の物品貿易に関するTAG交渉は、これまで日本が結んできた包括的なFTAとは、全く異なるもの」、「今回合意を致しましたTAG、これはFTAとは違いますが、しかし、正に物品貿易に関する交渉であります」と発言しているが、TAGは、GATT第24条に定義する自由貿易協定そのものであり、サービス分野その他の分野を含まない物品貿易に限定した自由貿易協定ということになる。協定の性格は名称でなく、実質決まるものであり、「北米自由貿易協定」 (North American Free Trade Agreement, NAFTA) の再交渉の結果として合意された協定は、「米国・メキシコ・カナダ協定」 (United States-Mexico-Canada Agreement, USMCA) と「自由貿易」 (Free Trade) を含まない名称となったが、これにより自由貿易協定でなくなったわけではない。
また、物品貿易協定 (TAG) という用語は「日米共同声明に存在しない」との指摘がある。共同声明は英語が正文とされそこには "for a Japan-United States Trade Agreement on goods,as well as on other key areas including services, that can produce early achievements" とあり、日本の外務省の訳は「日米物品貿易協定（TAG）について，また，他の重要な分野（サービスを含む）で早期に結果を生じ得るものについて」としている。しかし、在日米国大使館の訳文では「早期に成果が生じる可能性のある物品、またサービスを含むその他重要分野における日米貿易協定の交渉」とあり、物品とサービスを含むその他重要分野が並列で日米貿易協定を修飾している。少なくともTAGという略語がないことはあきらかである。これについて、玉木雄一郎・国民民主党代表は、「ちょっと言葉を強く言えば捏造だ。あえて正しく英文を訳さずにTAG（物品貿易協定）という略語を創設し、FTA（自由貿易協定）ではないという国内向けの説明をするために、意図的に誤訳をして作られた捏造文書だと言っても良い」とコメントした。
また、この協定の交渉開始について、トランプ大統領より米国議会へ通知されているがこのなかで関税及び非関税障壁と明示している。

## 利点と欠点
自由貿易協定には、経済的利益のみならず、政治的利益が期待される。
経済的メリットとしては、自由貿易の促進拡大により、スケールメリットや、協定国間における投資拡大の効果も期待される。また、地域間における競争促進によって、国内経済の活性化や、地域全体における効率的な産業の再配置が行われ、生産性向上のメリットも期待される。
政治的メリットとしては、協定国間の地域紛争や政治的軋轢の軽減や、地域間の信頼関係の熟成が期待され、また貿易上の問題点や労働力問題なども、各国が個々に対応するよりも協定地域間全体として対応をすることができる。
一方でデメリットも憂慮される。協定推進の立場の国や人々は、地域間における生産や開発の自由競争や合理化を前提にしていることが多く、自国に立地の優位性がない場合、相手国に産業や生産拠点が移転する可能性がある。このため、国内で競争力があまり強くない産業や生産品目が打撃を受けたり、国内消費者が求める生産品の品質を満たせない製品が市場に氾濫するなど、生産者にとっても消費者にとってもデメリットが生じる可能性が存在する。国外から入ってきた製品が独特のニーズに応えられるかどうかは未知数であり、他の自由貿易協定 (FTA) 地域で起きたメリットと同じことが、また別の国家間で結ばれたFTAにおいても起こるとは限らず、むしろ国民が望まない方向へ経済的にも政治的にも進む可能性もある。

## 自由貿易地域の一覧
- 二国間自由貿易協定リスト

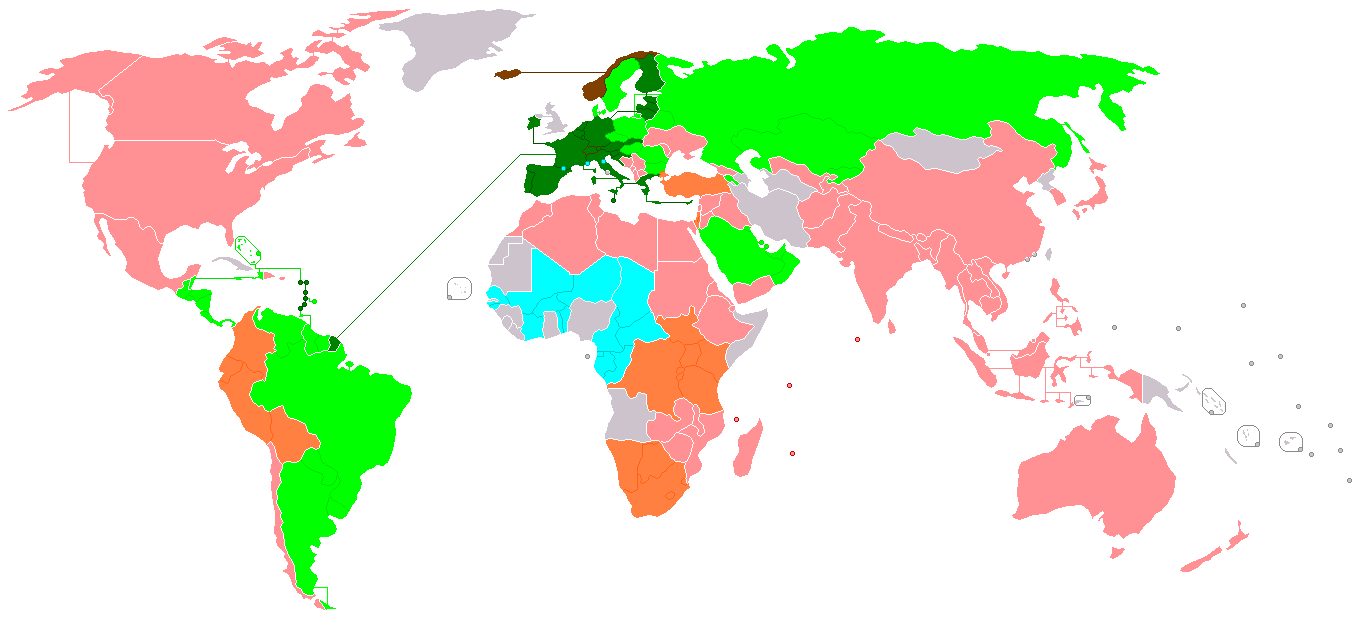
世界の経済統合の段階 (各国の色は、各国が参加する統合段階の最も高いものによる):
経済通貨同盟 (CSME/EC$, EU/€)
通貨同盟 (CSME, EU, EEU/EAEU)
関税通貨同盟 (CEMAC/フラン, UEMOA/フラン)
共同市場 (EEA, EFTA, CES)
関税同盟 (CAN, CUBKR, EAC, EUCU, MERCOSUR, SACU)
多国間自由貿易協定 (AFTA, CEFTA, CISFTA, COMESA, GAFTA, GCC, NAFTA, SAFTA, SICA)

- List of multilateral free trade agreements

全ての関税同盟、貿易共同市場、経済同盟、関税通貨同盟及び経済通貨同盟もまた自由貿易地域を有するが、これらは各記事においてのみ記載される。

## 東・東南アジア地域におけるFTA締結の動き
東・東南アジア地域では授権条項に基づくバンコク協定などを除き、FTA締結の動きは遅れた。ASEAN諸国は、ASEAN自由貿易地域 (AFTA) を1992年に締結し、段階的な貿易自由化を行い始めた。ASEAN域内での関税や非関税障壁 (NTB) の引き下げを行い、貿易の自由化、それに伴う経済の活性化、発展を目的とするものである。しかし、東アジア諸国がFTA締結に取組始めるのは、1990年代末以降である。また、中国や台湾はそれぞれ、2001年、2002年までWTOにも加盟しておらず、WTO加盟国とのFTA締結はできない状況にあった。
この地域において、FTAに最も積極的なのは、シンガポールである。AFTAにおいても、提唱国のタイと並ぶ推進者であった。AFTAだけではなく、域外国とのFTA締結にも熱心であり、2000年11月にニュージーランドとの間でニュージーランド・シンガポール経済連携緊密化協定 (ANZSCEP) に調印した。その後、日本、EFTA（2002年）、オーストラリア、アメリカ（2003年）、ヨルダン（2004年）、インド、太平洋4カ国（チリ、ニュージーランド、ブルネイ）FTA、韓国、パナマ、カタール（2005年）などとの間で締結済みである。
今日の東アジア経済統合において、ASEANは事実上中核的な位置を占めている。中国や日本、のちに韓国はASEAN諸国全体とのFTA (ASEAN + 1FTA) をそれぞれ締結し、それをまとめたものをASEAN+3FTAとして事実上の東アジアFTAを構築するのが既定路線としていた。2002年に日本の小泉首相がASEAN+5構想を提唱し、オーストラリアやニュージーランドも含むべきだと主張したが、これもASEANを中心とする枠組み構築に沿ったものであった。オーストラリア、ニュージーランドはすでにANZCERTAを締結し、このCERとAFTAの間のFTA構想も交渉が行われた。
また、ASEANでは広域FTAの中核となるだけではなく、域内経済統合の深化を模索する動きもある。2003年に、第9回ASEAN首脳会議はASEAN経済共同体と他2分野における共同体の創設を目指す「第二ASEAN共和宣言（バリ・コンコード II）」を採択した。ただし、このASEAN経済共同体はFTA+αとして議論されており、ヨーロッパにおける経済共同体 (EEC) やEC市場統合などと比較できるレベルのものではない。これらの地域でのFTA交渉は、2012年に地域的な包括的経済連携協定(RCEP)交渉として、ASEANとオーストラリア、中国、日本、ニュージーランド、インド、韓国の間で交渉が行われ、2020年11月にインドを除く15か国でRCEP協定に署名がされ、2022年1月に発効した。

## 日本のFTA戦略
日本は、1998年12月に、日韓自由貿易協定の効果等についてのシンクタンクによる韓国との共同研究を行い（2000年5月終了）、ついで日韓自由貿易協定ビジネス・フォーラム：2001年3月 - 2002年1月、日韓自由貿易協定共同研究会：2002年7月 - 2003年10月を経て2003年10月、日韓両国首脳は交渉開始に合意した。しかし、韓国とのFTA交渉は2004年11月の日韓自由貿易協定交渉第6回会合を最後に中断となったその間に日本はシンガポールとの間で交渉を進め、2002年に日本初の経済連携協定（日本・シンガポール新時代経済連携協定）が発効されるに至った。その後、ASEAN諸国それぞれとの二国間交渉に乗り出し、またメキシコとも経済連携協定を締結した。2007年4月に開始された日本・オーストラリア経済連携協定の交渉については、農業・酪農に関する関税が撤廃により日本産の農作物や乳製品が圧倒されると予想され、北海道などで反発が相次いでいたが、日本・オーストラリア経済連携協定は、2015年1月発効した。

### 発効済みの協定（EPAを含む）
- 日本・シンガポール新時代経済連携協定：2002年11月30日発効（改正議定書2007年9月2日発効）
- 日本・メキシコ経済連携協定：2005年4月1日発効（改正議定書2012年4月1日発効）
- 日本・マレーシア経済連携協定：2006年7月13日発効
- 日本・チリ経済連携協定：2007年9月3日発効
- 日本・タイ経済連携協定：2007年11月1日発効
- 日本・インドネシア経済連携協定：2008年7月1日発効
- 日本・ブルネイ経済連携協定：2008年7月31日発効
- 日本・ASEAN包括的経済連携協定：2008年12月1日より順次発効し、2010年7月1日に最後のフィリピンについて発効し、すべての署名国について発効となった。ただし、インドネシアについては、国内の実施のための手続きが遅れ、インドネシアの財務大臣規定が2018年2月15日に公布され、2018年3月1日より施行されたことにより、2018年3月1日より、協定の運用が開始され、日本とインドネシアとの間ではAJCEP協定に基づく特恵関税率が適用されることになった[36][37]。
  - 日本・ASEAN包括的経済連携協定にサービス貿易及び投資を追加する「日本・ASEAN包括的経済連携協定第一改正議定書」は、2020年8月1日に、日本、タイ、シンガポール、ラオス、ミャンマー、ベトナムについて発効した[38][39]。ブルネイは、8月21日に国内手続の完了を通告したため、ブルネイについては2020年10月1日から、改正議定書が発効した[40]。カンボジアは、2020年12月14日に国内手続の完了を通告したため、カンボジアについては2021年2月1日から、改正議定書が発効した[41]。フィリピンは、2021年3月12日に国内手続の完了を通告したため、フィリピンについては2021年5月1日から、改正議定書が発効する[42]。マレーシアは、2021年4月13日に国内手続の完了を通告したため、マレーシアについては、2021年6月1日から、改正議定書が発効する[43]。インドネシアは、2021年12月2日に国内手続の完了を通告したため、インドネシアについては2022年2月1日から、改正議定書が発効した[44]。

2022年2月1日にインドネシアについて効力が発生したことにより、日本及びASEANの全ての構成国について効力が発生している。
- 日本・フィリピン経済連携協定：2008年12月11日発効
- 日本・スイス経済連携協定：2009年9月1日発効
- 日本・ベトナム経済連携協定：2009年10月1日発効
- 日本・インド経済連携協定：2011年8月1日発効
- 日本・ペルー経済連携協定：2012年3月1日発効
- 日本・オーストラリア経済連携協定：2015年1月15日発効
- 日本・モンゴル経済連携協定：2016年6月7日発効
- 環太平洋パートナーシップに関する包括的及び先進的な協定 (CPTPP, TPP11)：2018年12月30日に、メキシコ、日本、シンガポール、ニュージーランド、カナダ及びオーストラリアの間で発効[45]。2019年1月14日にベトナムについて発効[46]、2021年9月19日にペルーについて発効[47]、2022年11月29日にマレーシアについて発効[48]、2023年2月21日にチリについて発効[49]、2023年7月12日にブルネイについて発効した[50][51]。
- 日本・EU経済連携協定：2019年2月1日発効[52]。
- 日米貿易協定：2020年1月1日発効[53]。
- 日英包括的経済連携協定： 2021年1月1日発効[54]
- 地域的な包括的経済連携協定 (RCEP)：2020年11月15日署名[55][56]、日本は2021年6月25日締結[57]。2022年1月1日に、批准済みの10か国（日本、中国、シンガポール、ブルネイ、カンボジア、ラオス、タイ、ベトナム、オーストラリア、ニュージーランド）の間で先行して発効した[58]。韓国は、2021年12月3日に、RCEP協定の批准書を寄託した[59][60]ため、RCEP協定は、協定第27・7条3の規定により批准の60日後の2022年2月1日に韓国について発効した。マレーシアは、2022年1月17日に、RCEP協定の批准書を寄託したため、RCEP協定は、協定第27・7条3の規定により批准の60日後の2022年3月18日にマレーシアについて発効した[61][62][63][64]。2022年11月3日、インドネシアは、RCEP協定の批准書を寄託者に指定されているASEAN事務局長に寄託した[65][66]。これによりRCEP協定は、協定第27・7条3の規定により批准の60日後の2023年1月2日にインドネシアについて発効した。2023年4月3日、フィリピンは、RCEP協定の批准書を寄託者に指定されているASEAN事務局長に寄託した[67][68]。これによりRCEP協定は、協定第27・7条3の規定により批准の60日後の2023年6月2日にフィリピンについて発効した。まだ批准していないミャンマーについては、その批准後60日経過後に発効する。

### 日本が締結手続きを完了したが未発効の協定（EPAを含む）
- 環太平洋パートナーシップ協定 (TPP)：2016年2月4日署名[69]、日本は2017年1月20日締結[70]。アメリカ合衆国の離脱により未発効。

### 交渉中のEPA/FTA
- 日中韓自由貿易協定
- 日本・トルコ経済連携協定
- 日本・コロンビア経済連携協定
- 日・GCC（湾岸協力理事会）自由貿易協定[注釈 6]
- 日本・バングラデシュ経済連携協定
- 日本・UAE経済連携協定

### 交渉中断中のEPA/FTA
- 日本・カナダ経済連携協定
- 日韓自由貿易協定